# Daron Acemoğlu
Kamer Daron Acemoğlu (/kaˈmeɾ daˈɾon aˈdʒemoːɫu/) es un economista turco nacido el 3 de septiembre de 1967 en Estambul, Turquía. Actualmente residente en Estados Unidos, donde es profesor de Economía en el Instituto Tecnológico de Massachusetts. Fue laureado con el Premio de Economía Conmemorativo de Alfred Nobel en 2024 (con  James A. Robinson y Simon Johnson) y ganador de la Medalla John Bates Clark en 2005. Es uno de los 10 economistas más citados en el mundo según IDEAS/RePEc. Su artículo más citado es "Orígenes coloniales del desarrollo comparativo" (2001). En 2011, publicó el libro Por qué fracasan los países, muy influyente en el debate sobre el crecimiento y desarrollo económico. Codirector de MIT Shaping the Future of Work Initiative con Simon Johnson y David Autor.

## Vida
Acemoğlu, de origen armenio, nació en Estambul, Turquía.  Se graduó en 1986 de la Escuela Secundaria Galatasaray en Estambul. Obtuvo su licenciatura en la Universidad de York, Reino Unido y posteriormente estudió en la Escuela de Economía y Ciencia Política de Londres (LSE), donde obtuvo su maestría en Econometría y Economía Matemática y luego su doctorado en 1992. También fue profesor de economía en la misma universidad en el curso 1992-1993. Acemoğlu se convirtió en un miembro de la facultad del MIT en 1993. Fue promovido a profesor titular en 2000, y fue nombrado para la cátedra Charles P. Kindleberger de Economía Aplicada en 2004. Es también miembro del programa de Crecimiento Económico del Instituto Canadiense de Investigaciones Avanzadas. También está afiliado a la Oficina Nacional de Investigación Económica, Centro para el Desempeño Económico, Centro Internacional de Crecimiento y Centro de Investigación de Política Económica.
Sus principales intereses son la economía política, la economía del desarrollo, el crecimiento económico, la tecnología, los ingresos y la desigualdad salarial, el capital humano y la formación, y la economía del trabajo. Sus trabajos más recientes se centran en el papel de las instituciones en el desarrollo económico y la economía política.
Daron Acemoğlu es también el coeditor de Econometrica, Review of Economics and Statistics, y editor asociado del Journal of Economic Growth, y miembro de la junta del comité de redacción de la revisión anual de la economía. Fue elegido miembro de la Academia Americana de Artes y Ciencias en 2006. 
Acemoglu fue uno de los académicos que firmaron una carta en apoyo de la legalización de la marihuana en Colorado, Estados Unidos.
Acemoğlu dentro de la academia de Economía, es conocido por sus desarrollos teóricos en Economía Política del Crecimiento (que abarca el desarrollo institucional) y el Cambio Técnico Dirigido.. Tiene trabajos sobre Redes de producción para analizar como las cadenas de suministro y la producción agregada responden a los shocks. Actualmente trabaja en la intersección de la Economía laboral y el Cambio Técnico.

## Libros
- Poder y progreso: Nuestra lucha milenaria por la tecnología y la prosperidad. (con Simon Johnson, 2023)
- El pasillo estrecho: Estados, sociedades y cómo alcanzar la libertad. (con James A. Robinson, 2019)
- Microeconomía. (con David Laibson y John A. List, 2018)
- Macroeconomía. (con David Laibson y John A. List, 2017)
- Economía. (con David Laibson y John A. List, 2015)
- Por qué fracasan los países. (Daron Acemoğlu y James A. Robinson, 2012)
- Introducción al crecimiento económico moderno. (2008)
- Orígenes económicos de la dictadura y la democracia (con James A. Robinson, 2005)

## Capítulos
- Capítulo #: "Tareas en el trabajo: ventaja comparativa, tecnología y demanda laboral". Del libro: Manual de economía laboral. (con Fredric Kong y Pascual Restrepo, por publicar)
- Capítulo 12: "IA y redes sociales: una perspectiva desde la economía política". Del libro: "La economía política de la inteligencia artificial". (con Asuman Ozdaglar & James Siderius, por publicar).
- Capítulo 8: "La necesidad de una gobernanza multipolar de la inteligencia artificial". Del libro: El nuevo orden económico global. (2025)
- Capítulo 35: "Daños de la IA", Sección VII "Dimensiones económicas de la gobernanza de la IA", "El Manual Oxford de Gobernanza de la IA". (2024)
- Capítulo 1: "Caminos hacia instituciones políticas inclusivas". Parte I: Las guerras y la formación del Estado a corto y largo plazo. Del libro: Historia económica de la guerra y la formación del Estado. Páginas 3-50 (con James A. Robinson, 2016)
- Capítulo 12: "Habilidades, Tareas y Tecnologías: Implicaciones para el Empleo y los Ingresos". Del libro: Manual de economía laboral, Vol. 4, Parte B. (con David Autor, 2011)
- Capítulo 5: "El papel de las instituciones en el crecimiento y el desarrollo". Del libro: "Liderazgo y crecimiento" (con James A. Robinson, 2008)
- Capítulo #: "Las instituciones como la clave del crecimiento económico". Del libro: "En busca de la prosperidad: Narrativas analíticas sobre el crecimiento económico" (con James A. Robinson y Simon Johnson, 2003)

## Editor
- Manual de Economía política. (con James A. Robinson, 2025)
- Avances en Economía y Econometría: Décimo Congreso Mundial. Vol: 1. Econometric Society. World Congress. (con Manuel Arellano y Eddie Dekel, 2013)
- Avances en Economía y Econometría: Décimo Congreso Mundial. Vol: 2. Econometric Society. World Congress. (con Manuel Arellano y Eddie Dekel, 2013)
- Avances en Economía y Econometría: Décimo Congreso Mundial. Vol: 3. Econometric Society. World Congress. (con Manuel Arellano y Eddie Dekel, 2013)

## Análisis técnicos
- La búsqueda de Europa : enfoques contrastantes. (con Alberto Alesina y Christopher J. Bickerton, 2015)

## Perfil académico y biografía intelectual
- "Conferencia Nobel: Instituciones, tecnología y prosperidad". Revista académica: American Economic Review. VOL. 115, N.º 6 (2025)
- Capítulo 40: Daron Acemoglu (1967–). Libro: El compañero Palgrave de la economía del MIT. Páginas: 843–863. (de Ufuk Akcigit, 2025)
- Antecedentes científicos del Premio Sveriges Riksbank en Ciencias Económicas en memoria de Alfred Nobel 2024. (de El Comité del Premio de Ciencias Económicas en memoria de Alfred Nobel, 2024)
- Daron Acemoglu: 2005 John Bates Clark Medalist. Revista académica: Journal of Economic Perspectives. VOL.: 21, N.º: 1 pp.: 191–208 (de Robert Shimer, 2007)

## Premios
- 2005 Medalla John Bates Clark
- 2012 Premio Erwin Plein Nemmers en Economía at Northwestern
- 2016 (IX) Premio Fundación BBVA Fronteras del Conocimiento en la categoría de Economía, Finanzas y Gestión de Empresas.
- 2024 Premio de Economía Conmemorativo de Alfred Nobel